# Småtjärnarna (Storsjö socken, Härjedalen, 696987-135782)
Småtjärnarna är en sjö i Bergs kommun i Härjedalen och ingår i Ljungans huvudavrinningsområde. Sjön har en area på 0,0384 kvadratkilometer och ligger 566,5 meter över havet.

## Delavrinningsområde
Småtjärnarna ingår i det delavrinningsområde (697091-135783) som SMHI kallar för Utloppet av Tandåtjärnen. Medelhöjden är 615 meter över havet och ytan är 3,54 kvadratkilometer. Det finns inga avrinningsområden uppströms utan avrinningsområdet är högsta punkten. Vattendraget som avvattnar avrinningsområdet har biflödesordning 3, vilket innebär att vattnet flödar genom totalt 3 vattendrag innan det når havet efter 321 kilometer. Avrinningsområdet består mestadels av skog (87 procent). Avrinningsområdet har 0,18 kvadratkilometer vattenytor vilket ger det en sjöprocent på 5,2 procent.